# Acrotylus patruelis
Acrotylus patruelis es una especie de saltamontes de la subfamilia Oedipodinae, familia Acrididae. Acrotylus patruelis se distribuye en África, el sur de Europa y Oriente Próximo, y se encuentra en muchos hábitats secos abiertos con suelo desnudo tales como sábanas, pastizales y matorrales mediterráneos.